# ПЕУ2
ПЕУ2 (укр. промисловий електровоз вузькоколійний, тип 2) — електровоз постійного струму для експлуатації на промислових вузьколійних залізницях СРСР шириною 750 мм.
Вироблялися Дніпропетровським електровозобудівним заводом, для експлуатації на електрифікованій вузькоколійній залізниці Пролетарськ — Сулюкта в Таджицькій і Киргизькій РСР. Вироблений в 1990 році . Побудований в єдиному екземплярі, хоча за документами були побудовані ще два електровоза. Обладнаний ширококолійним автозчепом СА-3.
Спочатку був поставлений в Пролетарськ. Потім був розділений на дві секції, одна залишилася в Пролетарську, а інша вирушила у Текелі (Казахстан).
За даними на 2010 рік, збереглися обидві секції. Та що залишилася в Пролетарську не працює, а та що в Текелі — працює.

## Технічні характеристики
- Напруга — 550 В
- Сила тяги — 2х61, 5 кН (крутний момент 61500 Нм)
- Споживана потужність — 2х410 кВт
- Конструкційна швидкість — 45 км/год
- Маса — 2х35 т